# 張弘毅 (隆慶進士)
張弘毅（1539年—？），字士可，廣東廣州府東莞縣人，軍籍，明朝政治人物。

## 生平
嘉靖三十七年（1558年）戊午科廣東鄉試第六十一名舉人，隆慶二年（1568年）中式戊辰科會試第一百七名，三甲第二百六十九名進士。官至南京户部郎中。
墓在东莞市南城街道蛤地社区飞鹅岭上。

## 家族
曾祖張充；祖父張統元；父張集信。嫡母王氏；生母李氏。永感下。